# Wilde (film)
Wilde is een historische biopic uit 1997, geregisseerd door Brian Gilbert. De film is gebaseerd op de door Richard Ellman geschreven biografie, die in 1989 de Pulitzer-prijs won. Wilde laat de opkomst en de ondergang van Oscar Wilde zien als de meest prominente, flamboyante en creatieve persoonlijkheid in Engeland.
De titelrol wordt gespeeld door Stephen Fry. Jude Law speelt zijn geliefde, Lord Alfred Douglas, Vanessa Redgrave is Oscar's moeder Jane Wilde, Jennifer Ehle is zijn vrouw Constance Lloyd Wilde, Tom Wilkinson is John Sholto Douglas, de negende Markgraaf van Queensbury, Michael Sheen is Robbie Ross, een vriend van Wilde.

## Verhaal
De film begint in 1882, wanneer Wilde tijdens een tournee in de Verenigde Staten een lezing houdt in Leadville. Daarna wordt zijn huwelijk, zijn humor, zijn homoseksualiteit en zijn populariteit beschreven, voor zijn neergang, veroorzaakt door zijn veroordeling voor onzedelijk gedrag.
De openheid over Wilde's homoseksualiteit en de expliciete seksscènes maakten de film controversieel.

## Rolverdeling
| Acteur             | Personage                   |
| ------------------ | --------------------------- |
| Stephen Fry        | Oscar Wilde                 |
| Jude Law           | Lord Alfred Douglas         |
| Vanessa Redgrave   | Lady "Speranza" Wilde       |
| Jennifer Ehle      | Constance Wilde             |
| Gemma Jones        | Lady Queensberry            |
| Judy Parfitt       | Lady Mount-Temple           |
| Michael Sheen      | Robert Ross                 |
| Zoë Wanamaker      | Ada Leverson "Sphinx"       |
| Tom Wilkinson      | The Marquess of Queensberry |
| Ioan Gruffudd      | John Gray                   |
| Matthew Mills      | Lionel Johnson              |
| Jason Morell       | Ernest Dowson               |
| Peter Barkworth    | Charles Gill                |
| Robert Lang        | Humphreys                   |
| Philip Locke       | rechter                     |
| David Westhead     | Edward Carson               |
| Jack Knight        | Cyril Wilde                 |
| Jackson Leach      | Cyril Wilde, 4 jaar         |
| Laurence Owen      | Vyvyan Wilde                |
| Benedict Sandiford | Alfred Wood                 |
| Mark Letheren      | Charles Parker              |
| Michael Fitzgerald | Alfred Taylor               |
| Orlando Bloom      |                             |

## Prijzen
Stephen Fry won de Golden Space Needle Award voor Beste Acteur. Maria Djurkovic won de Evening Standard British Film Award voor "Beste Technische/Artistieke Werk", Jude Law won de Evening Standard British Film Award voor "Meest Veelbelovende Nieuwkomer".
De muziek van Debbie Wiseman won de Ivor Novello Award.

## Trivia
- Julian Mitchell schreef ook de screenplay voor de film Another Country, waarin ook homoseksualiteit in de Britse elite in de vroege 20e eeuw wordt beschreven.
- Orlando Bloom heeft zijn eerste kleine rol in deze film: hij speelt een mannelijke prostituée en heeft één zin tekst.